# Haagsemarkt

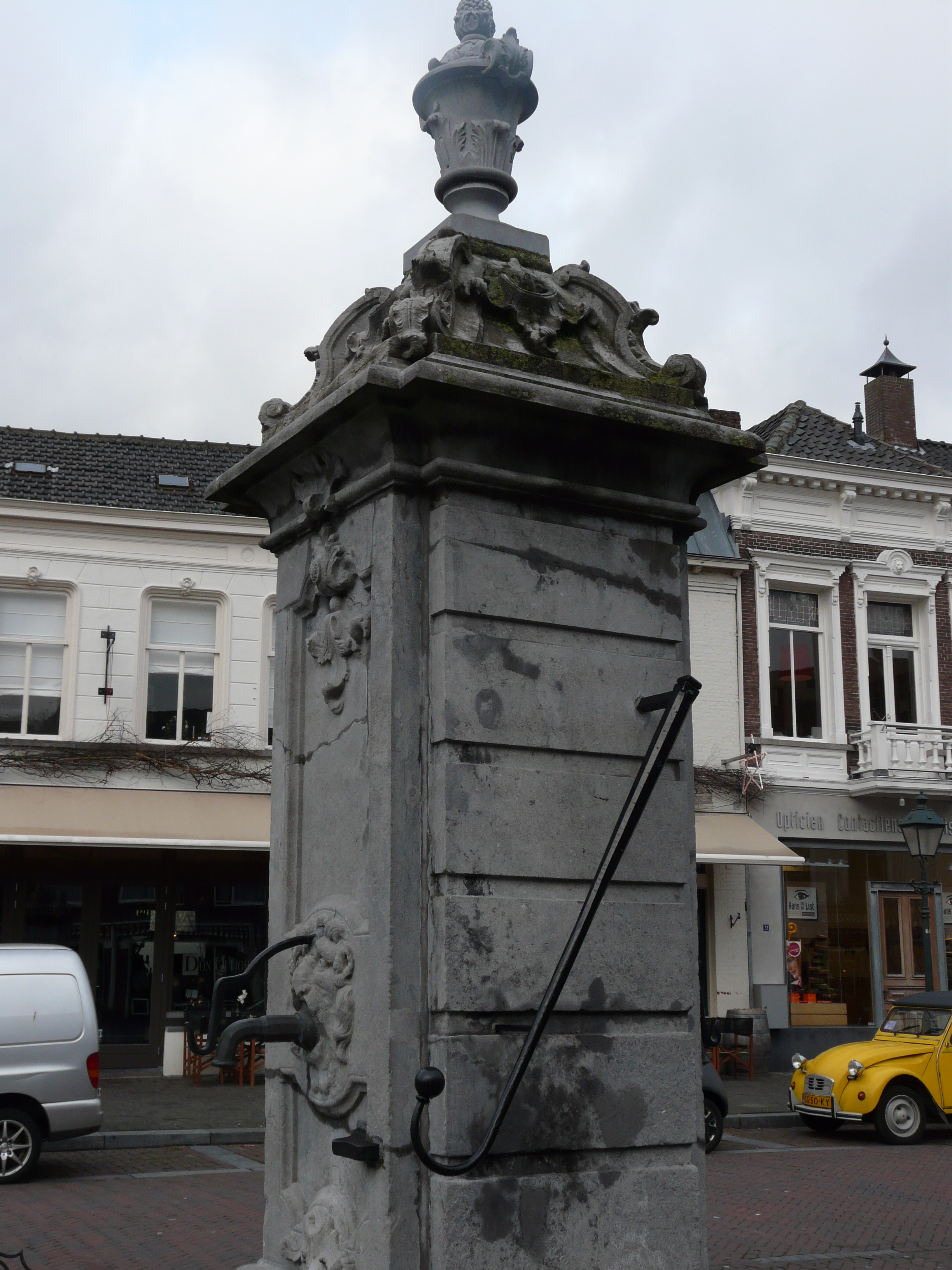
Pomp op de Haagsemarkt

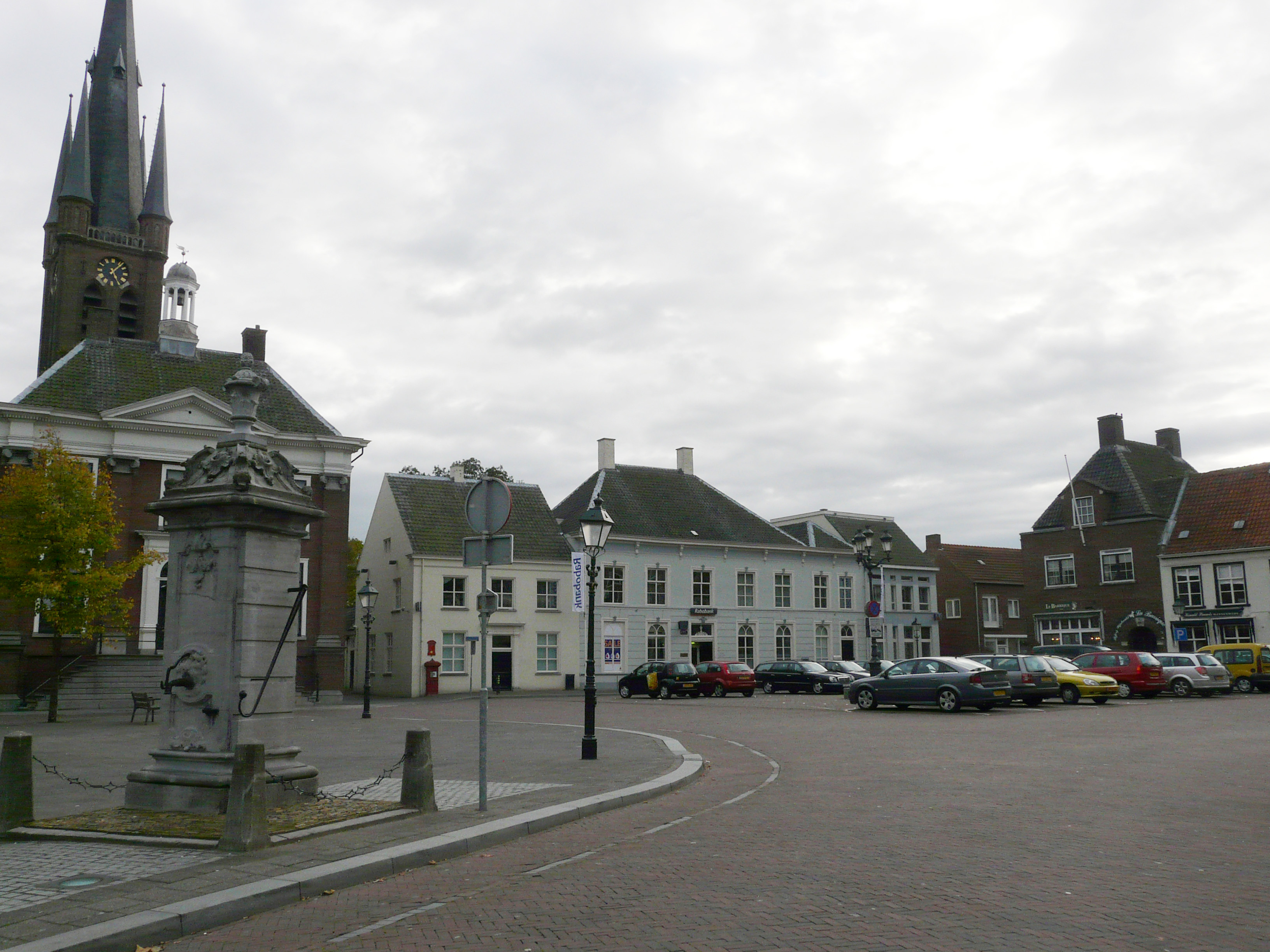
Haagsemarkt

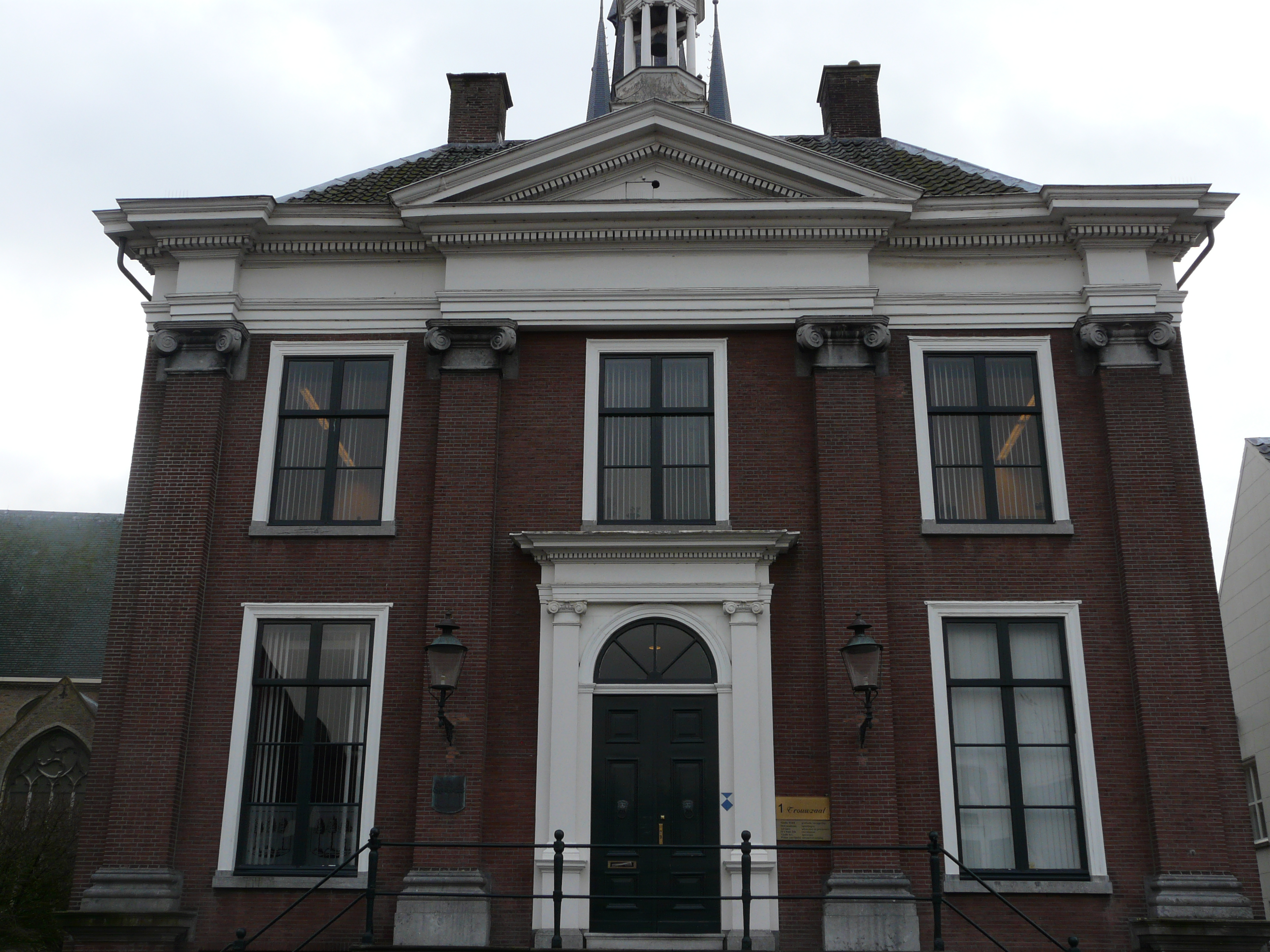
Voormalig Raadhuis aan de Haagsemarkt

Haagsemarkt is een straat en plein in de wijk Princenhage in het zuidwesten van Breda.
De eerste benaming was de Plaetse, later de Markt. Om onderscheid te maken tussen de Grote Markt en de markt in het Ginneken werd het sinds 1 januari 1942 de Haagsemarkt genoemd.
Vroeger was dit het dorpsplein van Princenhage. De Haagsemarkt neemt nog steeds een centrale plaats in.
Er staan enkele monumentale panden langs zoals het voormalige Raadhuis uit 1792 (thans in gebruik als kantoor en trouwzaal) met daar achter de Sint-Martinuskerk.
Ook staat er de hardstenen rococo-pomp uit 1769. Op een hoek staat onder meer het pand van Vleeschhouwerij A. Speek. Op de andere hoek staat sinds 1510 Het Roode Hert, de lokale herberg, sinds 1935 een café-restaurant. In 1890 werd het Roode Hert een stoomtramstation. Het pand De Prins Cardinaal op de Haagsemarkt 10 dateert van 1709. In 1898 werd naar aanleiding van de inhuldiging van prinses Wilhelmina tot koningin een gedenknaald neergezet. In 1930 werd deze naar het Heuvelplantsoen verplaatst.
Tegenwoordig zijn er diverse winkels gevestigd. De Haagweg begint op de Haagsemarkt.

## Galerij

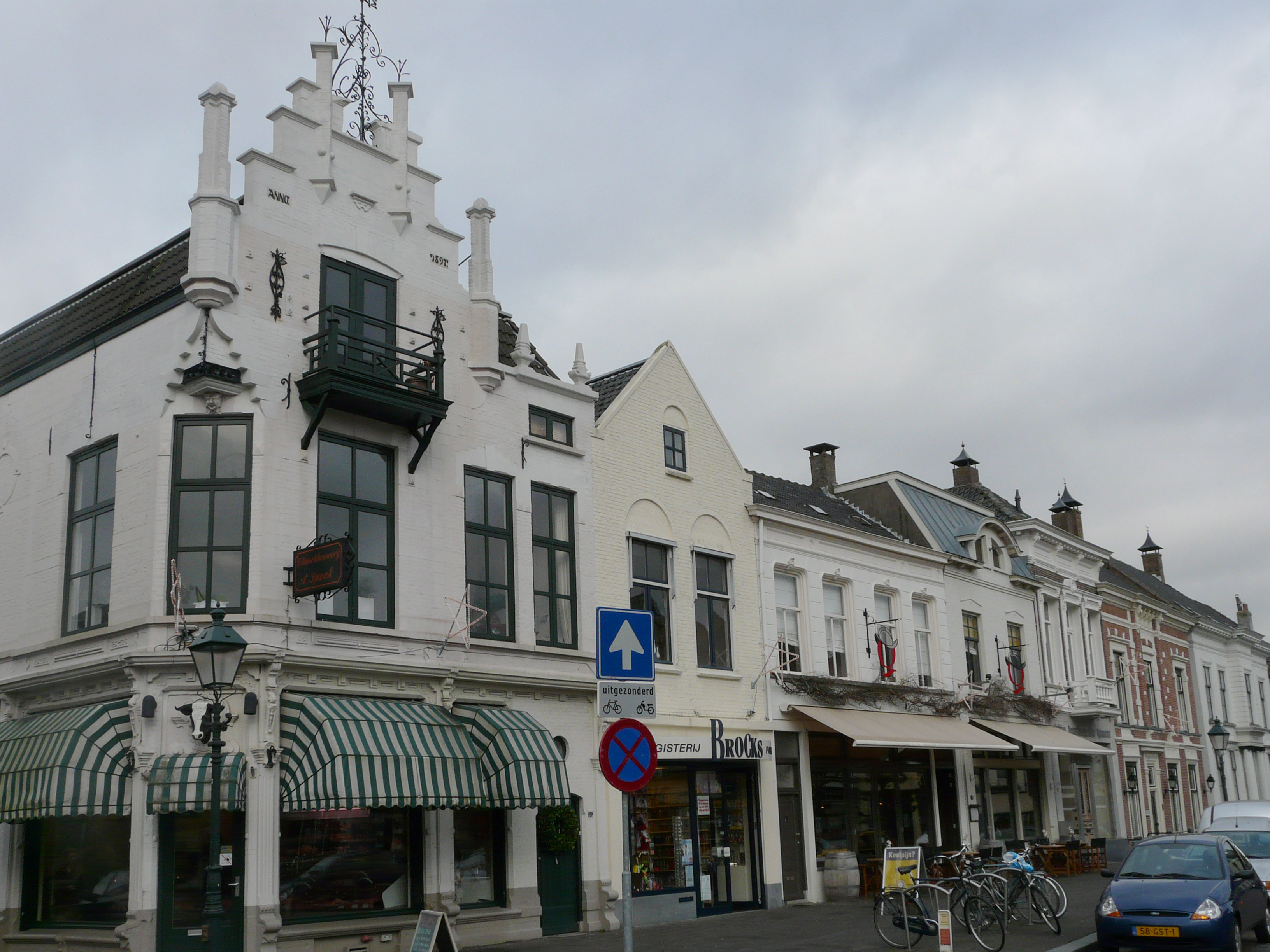
Op de hoek pand van Vleeschhouwerij A. Speek
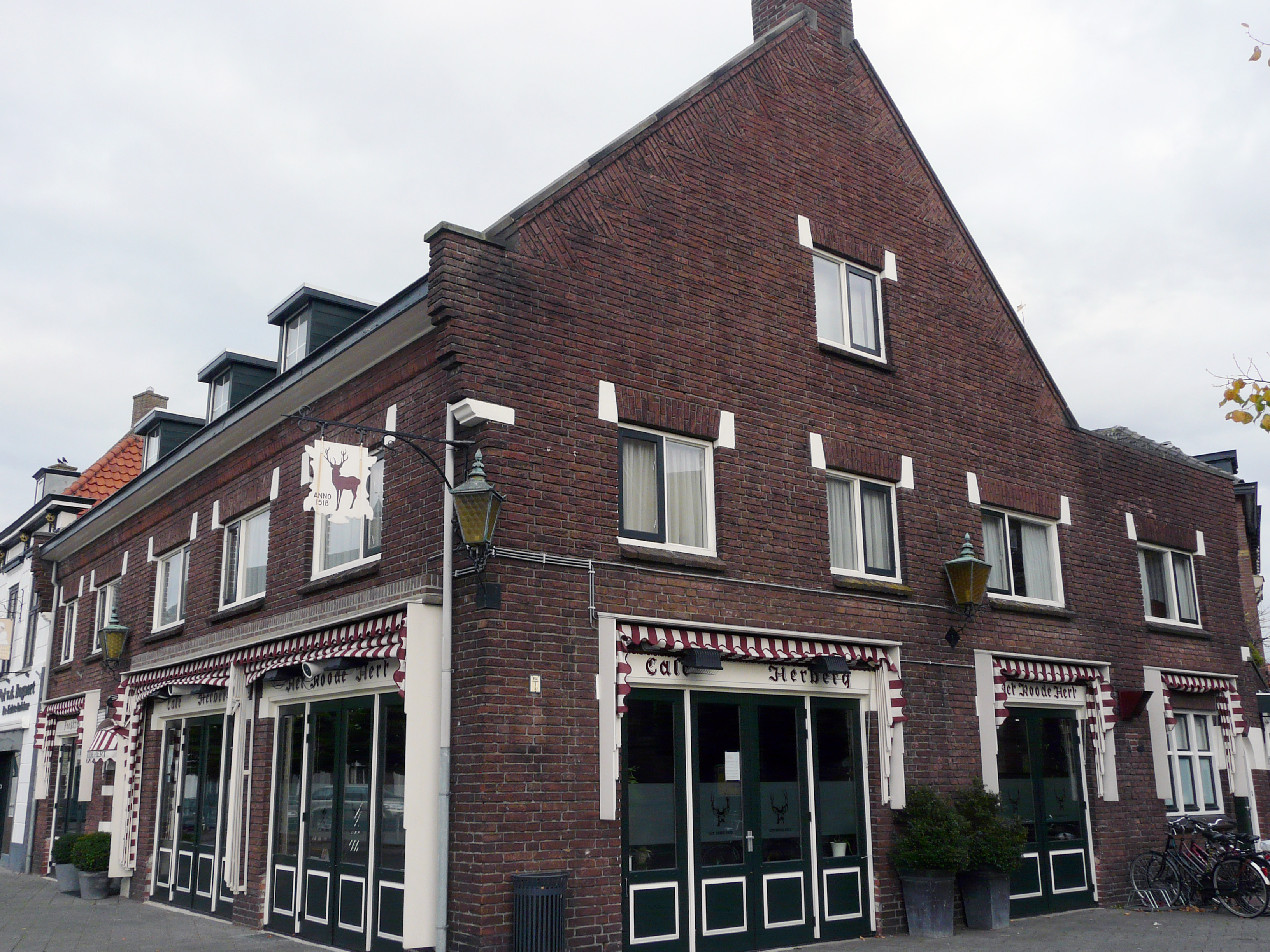
Het Roode Hert
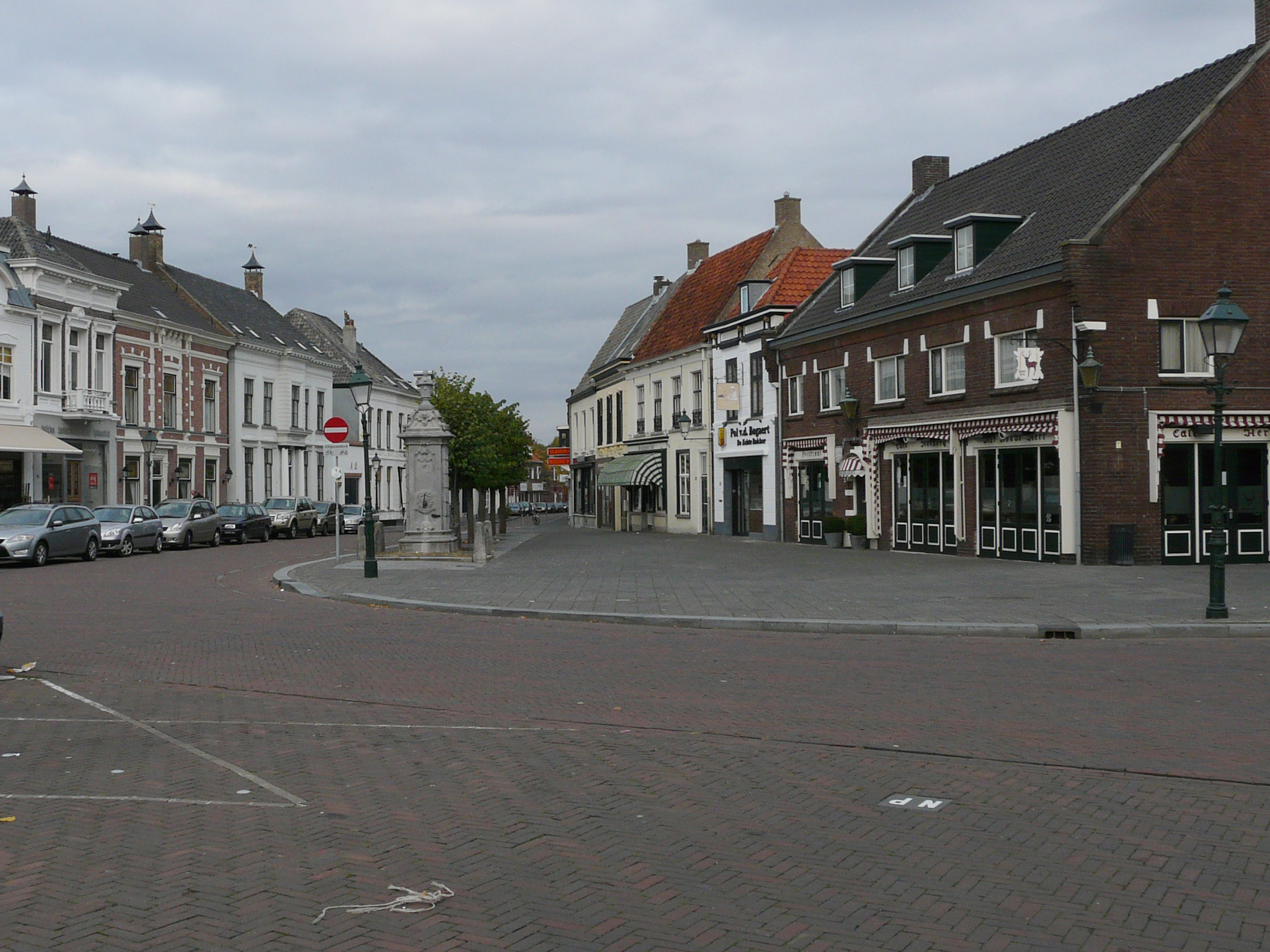
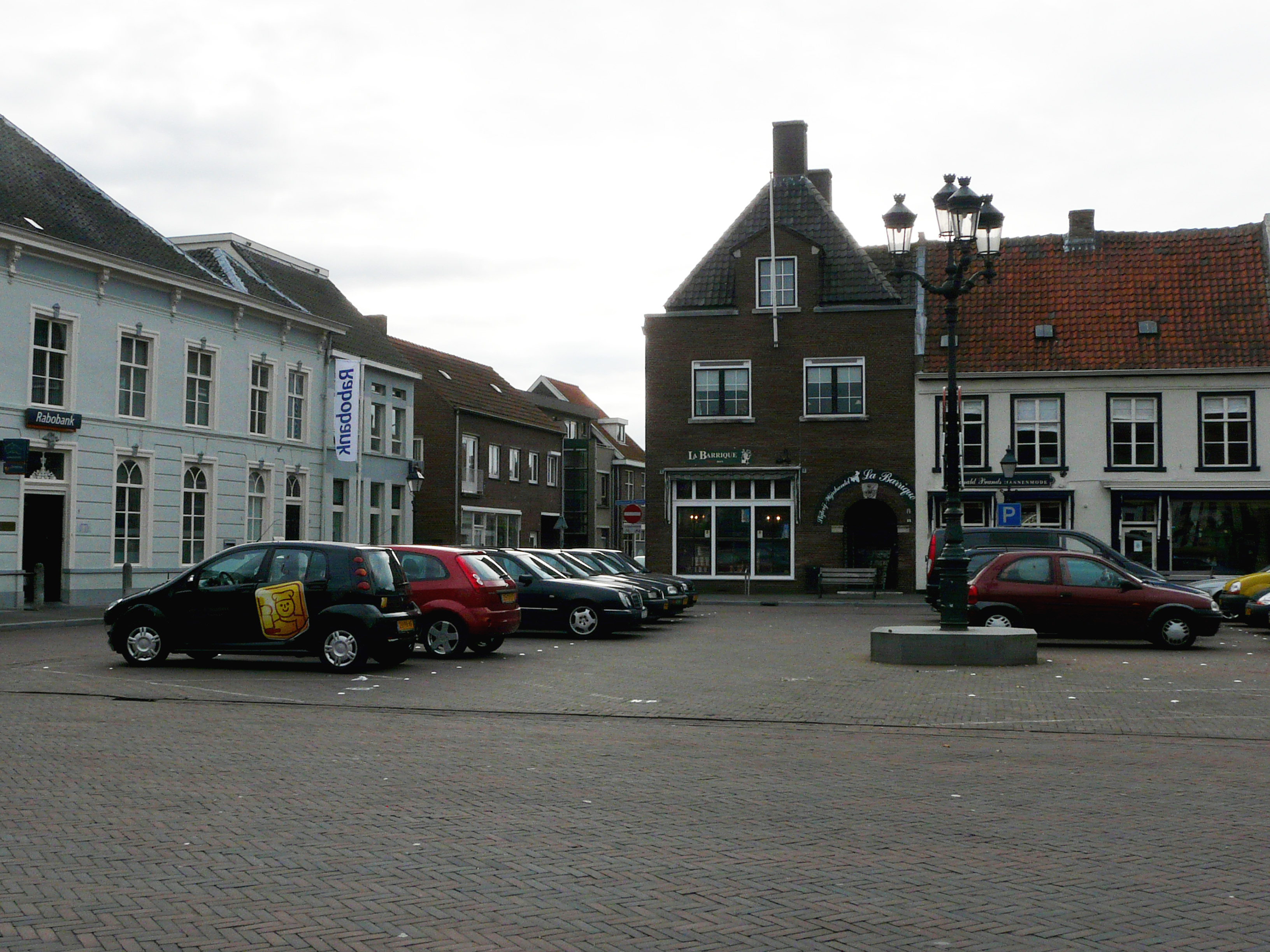